# Frederator Studios
Frederator Studios è una compagnia statunitense fondata nel 1997 da Fred Seibert. Si occupa della produzione di serie televisive e film d'animazione, sia per la televisione che per internet. I prodotti della compagnia sono trasmessi su canali come Nickelodeon, Nick Jr., Cartoon Network e Channel Frederator, canale fondato nel novembre 2012 e gestito dalla stessa compagnia. Tra i più celebri si possono trovare serie animate di successo come Due fantagenitori e Adventure Time.